# Rosca mètrica

Esquema gràfic d'un acoblament de cargol i femella mètrica.

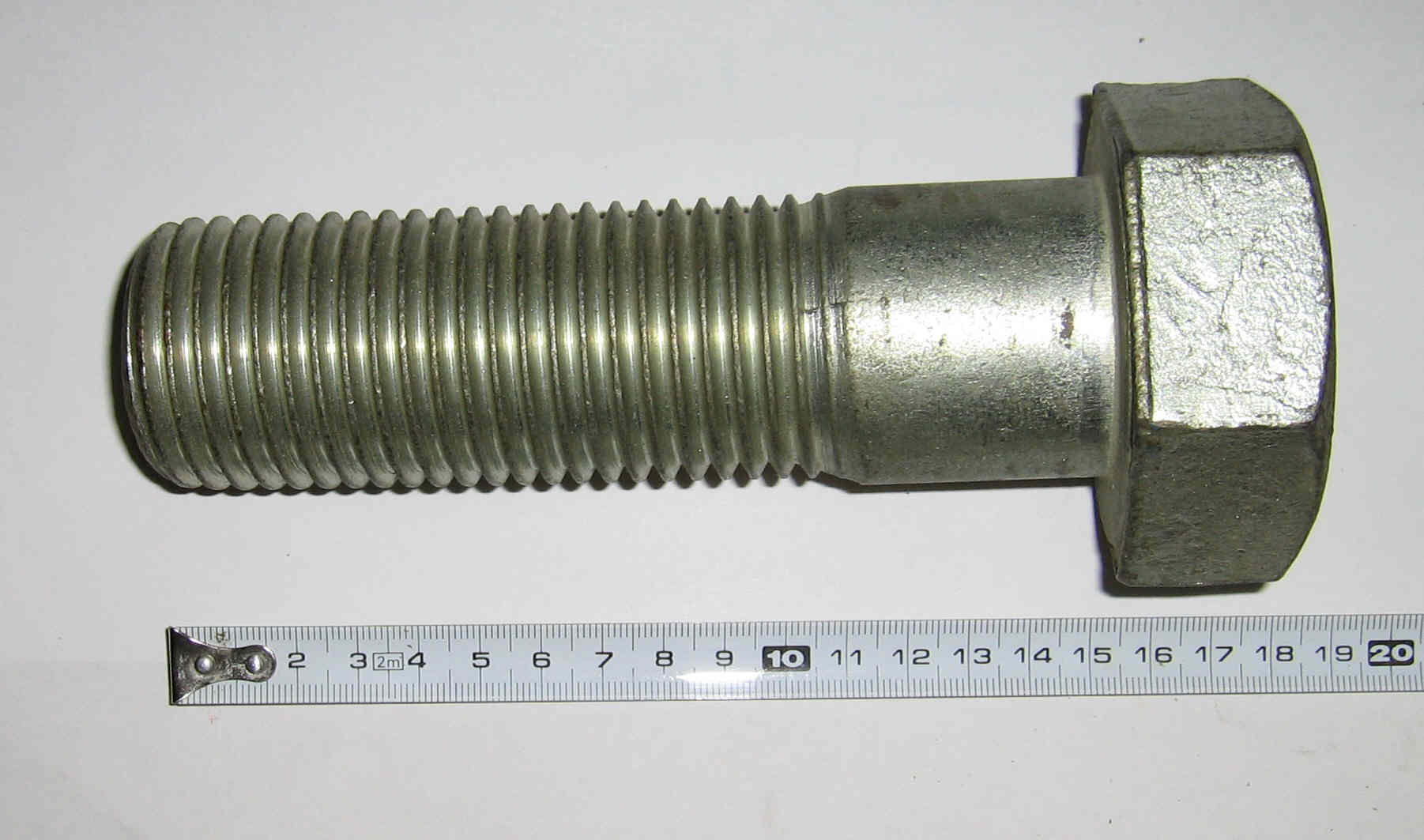
Cargol de rosca mètrica.

El sistema de  rosca mètrica  és una família de passos rosca estandarditzada basada en el SI (1946). Els seus avantatges inclouen la resistència a la tracció, a causa del gran angle del fil de rosca.

## Característiques principals de la gamma de rosca mètrica comercial
| Mesura nominal i pas normal | Diàmetre broca forat | Mesura nominal i pas fi. | Diàmetre broca forat |
| --------------------------- | -------------------- | ------------------------ | -------------------- |
| M3 x 0,5                    | 2,5                  | M3 x 0,25                | 2,75                 |
| M4 x 0,7                    | 3,3                  | M4 x 0,35                | 3,65                 |
| M5 x 0,8                    | 4,2                  | M5 x 0,50                | 4,5                  |
| M6 x 1                      | 5                    | M6 x 0,50                | 5,5                  |
| M8 x 1,25                   | 6,8                  | M8 x 0,75                | 7,25                 |
| M10 x 1,50                  | 8,5                  | M10 x 0,75               | 9,25                 |
| M12 x 1,75                  | 10,2                 | M12 x 1                  | 11                   |
| M14 x 2                     | 12                   | M14 x 1                  | 13                   |
| M16 x 2                     | 14                   | M16 x 1,25               | 14,75                |
| M18 x 2,5                   | 15,5                 | M18 x 1,25               | 16,75                |
| M20 x 2,5                   | 17,5                 | M20 x 1,50               | 18,50                |
| M22 x 2,5                   | 19,5                 | M22 x 1,50               | 20,50                |
| M24 x 3                     | 21                   | M24 x 1,50               | 22,50                |
| M27 x 3                     | 24                   | M27 x 2                  | 25                   |
| M30 x 3,5                   | 26,5                 | M30 x 2                  | 28                   |
| M30 x 3,5                   | 26,5                 | M30 x 2                  | 28                   |